# Río de los Esclavos
El río de los Esclavos o también río Esclavo (del inglés: 'Slave River'); en francés: Rivière des Esclaves es un río de Canadá que fluye desde el lago Athabasca, al nordeste de la provincia de Alberta, hasta desembocar en el Gran Lago del Esclavo, en los Territorios del Noroeste. El río tiene una longitud de 434 km y drena una gran cuenca de 616.400 km², mayor que países como Ucrania, Botsuana o Madagascar.

## Geografía
El río forma parte del sistema fluvial del río Mackenzie, ya que es un tramo de su cabecera más lejana: el río Mackenzie (1 738 km), conecta el Gran Lago del Esclavo con el océano Ártico; el río de los Esclavos, une el Gran Lago del Esclavo con el lago Athabasca; y el río Peace (río de la Paz), el más largo de los ríos que desaguan en el lago Athabasca, y cuya longitud, 1.923 km, incluye la del río Finlay, su cabecera más alejada y también la del Mackenzie. El sistema fluvial del Mackenzie es el más largo de Canadá y el segundo de Norteamérica, tras el Misisipi.

## Afluentes
Su principal afluente es el río río Peace, con una longitud de 1.923 km (incluida la del río Finlay), que, a su vez, tiene como subafluentes principales a los ríos Wabasca, Smoky (402 km) y Finlay (402 km). Entre sus cabeceras figura también el río Athabasca (1.231 km), que desagua en el lago homónimo.
El río de los Esclavos debe su nombre a una expresión en lenguas atabascanas, «Deh Gah Got'ine», empleada para designar a un grupo dene de las Naciones Originarias de Canadá (Primeras Naciones), los «Slavey», que significa «esclavo» o «extranjero». Los chipewyan reemplazaron a otros pueblos indígenas de la región.